# Chambergo
El chambergo es un sombrero blando de copa relativamente baja con una o las dos alas dobladas y sujetas a la copa con presillas o broches. Su diseño es ampliamente utilizado en el ámbito militar.

## Origen

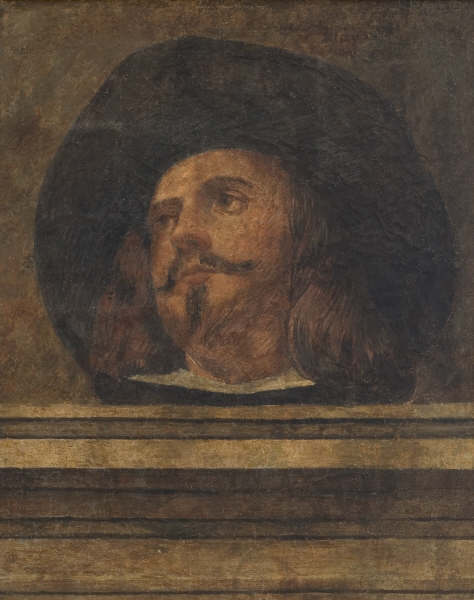
Caballero del chambergo, de Nicolás de Villacis.

Su diseño deriva del sombrero de ala ancha formado por una casaca, el cual ya usaban las unidades militares bajo el mando del mariscal de Francia Charles de Schomberg, duque de Halluin, que intervinieron en la Guerra o Sublevación de Cataluña del año 1640, conflicto bélico que enfrentó a Francia y España entre 1640 y 1652, y del que resultó la pérdida para España del condado del Rosellón y la mitad del de la Cerdaña.
Posteriormente así se llamó a la guardia chamberga creada en España por la regente Mariana de Austria, durante la minoría de edad de Carlos II, como cuerpo especial que llevaba estas prendas. Finalmente se aplicó este adjetivo casi exclusivamente al sombrero.
Se tiene constancia gráfica de su utilización como parte del uniforme de campaña del ejército español en zonas de elevada insolación, como en la guerra de Cuba y en la de Filipinas. Fue usado como prenda de cabeza por los afrikáner, en la Guerra de los Bóeres, formando parte también del traje tradicional de los gauchos argentinos y de los blandengues de Montevideo.
Posteriormente con la fundación de la Legión Española por Millán Astray en 1920, vuelve a aparecer como parte del uniforme de infantería, utilizándose en la actualidad de forma amplia por diversas unidades militares de diferentes países que operan en zonas áridas o tropicales.

## Chambergo en el ejército
Debido a su origen, en la actualidad los ejércitos miembros de la OTAN utilizan el chambergo como prenda de cabeza de su uniforme de campaña, teniendo sus correspondientes variantes en camuflajes áridos y boscoso.

### En España
En España existen variantes para los 3 ejércitos, representando sus respectivos escudos en la parte frontal, todas ellas en camuflaje árido.
En el Ejército Español el chambergo no tiene identificación ni galón del portador.

### En EE. UU.

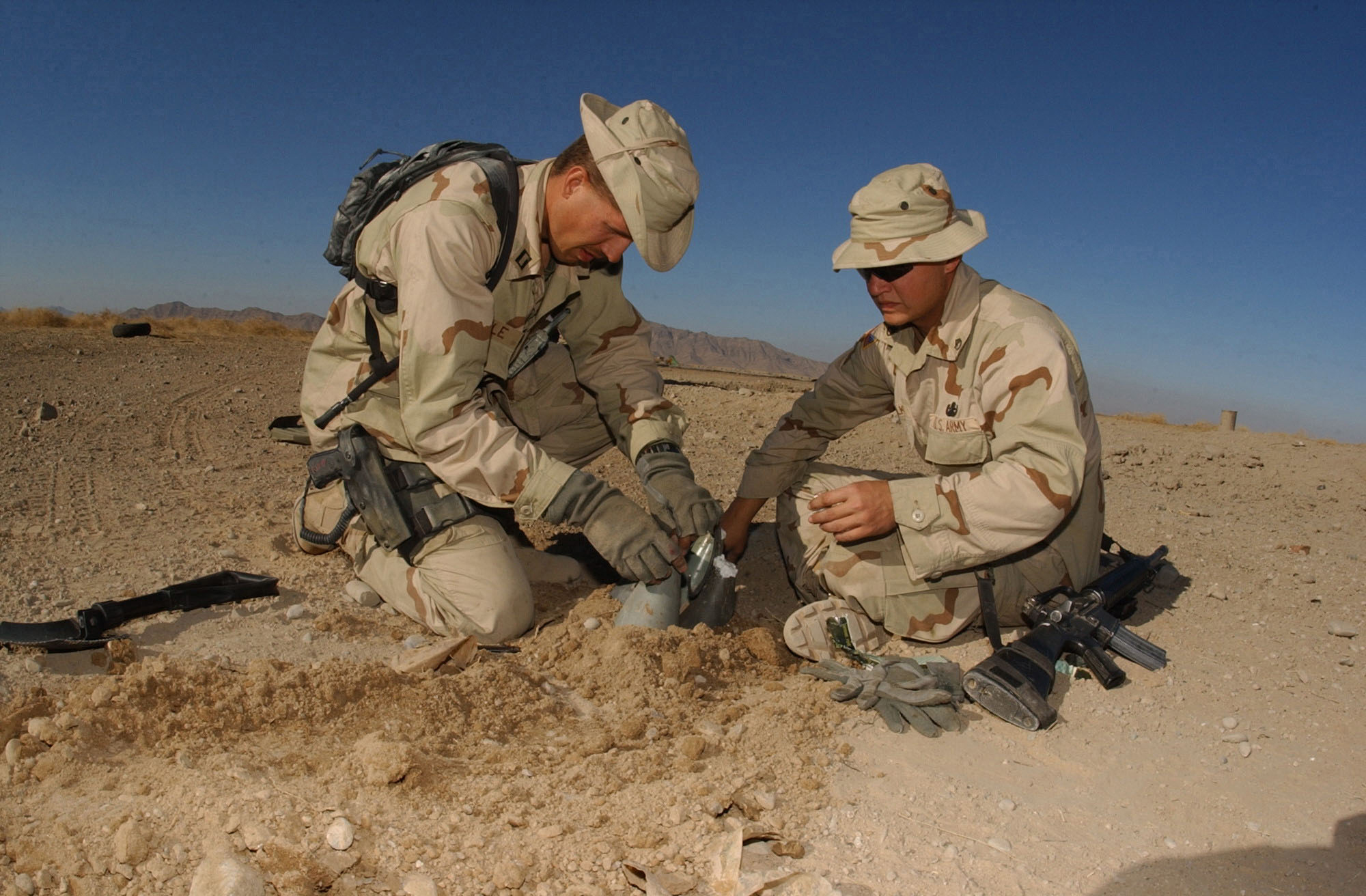
Dos militares estadounidenses llevando el chambergo en 2001.

En 1937 utilizaba una especie de chambergo para el uniforme, apodado «sombrero de Daisy Mae» El uniforme de campaña M1941 tenía la misma prenda de cabeza. Aquellas inspiradas en «Johnny Jeep» (apodadas «Johnny Jeepers») que aparecieron en la portada del 24 de agosto de 1942 en la revista LIFE. En la portada salían dos chicas y lo comercializaban por 25 dólares bajo la marca John-Frederic (del famoso fabricante de sombreros llamado Mr. John), mientras según la revista la prenda militar costaba 45 centavos. En fotografías se mostraban las diversas formas de portar la prenda en este artículo en clave de humor. Lord & Taylor produjo copias a bajo coste; además de falsificaciones que llegaron más tarde.
La prenda de cabeza se introdujo en las Fuerzas Armadas de los Estados Unidos durante la Guerra de Vietnam, cuando los boinas verdes del ejército americano, pertenecientes a la 5.ª Unidad Aerotransportada, empezaron a llevarlos en el campo de batalla, junto a unidades australianas y del Ejército de la República de Vietnam. Estas prendas de cabeza moteadas o atigradas las producían fábricas locales y los uniformes de camuflaje se fabricaban a partir de otros o incluso de paracaídas.
En 1967, el Ejército de los Estados Unidos utilizó el chambergo fabricado de algodón y popelina ultrarresistente, en tonos verde oliva, camuflaje atigrado y patrón ERDL. El objetivo era reemplazar el uso de gorras de campaña o estilo béisbol que se habían usado en servicio durante la Segunda Guerra Mundial. El chambergo ha ido variando ligeramente con el paso de los años desde la guerra de Vietnam y su uso en la Guerra de Iraq, además de que aún se usa en la de Afganistán como gorra de campaña alternativa. El chambergo estadounidense tiene gran variedad de patrones de camuflaje; boscoso, tricolor, universal, MultiCam y MARPAT en árido y boscoso, así como el ABU de las Fuerzas Aéreas de los Estados Unidos. En los Estados Unidos el chambergo lleva un pin del galón de quien lo porta.

### En Australia

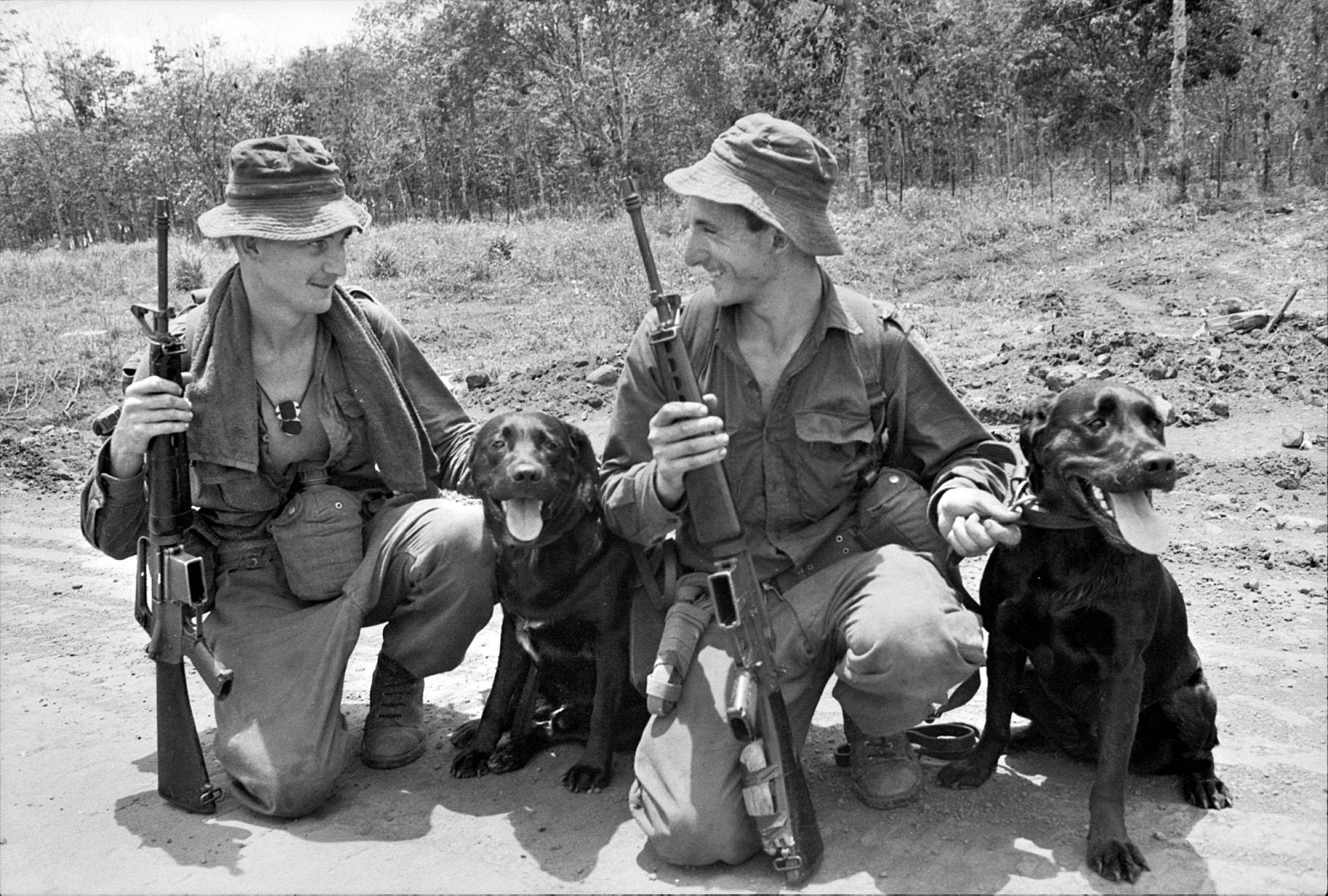
Dos soldados australianos con chambergos al sur de Vietnam.

Es similar al sombrero de ala ancha del ejército australiano. Se introdujo para vestirlo con el uniforme estándar en el frente del sudoeste del Pacífico, durante la Segunda Guerra Mundial. El diseño parece partir de un antiguo uniforme británico pensado para condiciones de calor y humedad. Se apodaron «giggle» (a modo de burla, indicando que tenía un aspecto «ridículo») por las propias tropas australianas, debido a su apariencia.
Este tipo de sombrero ganó popularidad durante la emergencia malaya. Se utilizaba como protección contra el sol y el calor, pero también contra la fuerte lluvia si fuera necesario. Junto a los británicos, los australianos empezaron a llevar ese gorro con un ala más corta. Se fabricó con los mismos materiales que el uniforme de combate.
Este segundo tipo de gorro ganó popularidad durante la Guerra de Vietnam, donde lo llamaron «gorro útil, verde jungla», pero los australianos los siguieron llamando «giggle» esta vez sin connotación peyorativa. En Nueva Zelanda, sin embargo, se llamaron «sombreros J». Durante este conflicto, la mayoría de soldados australiano llevaron este gorro. El Ejército implantó varias regulaciones: no se podía modificar el sombrero, ni cortar ni perforar, siendo obligación llevarlo siempre que se estuviera al exterior. Otro objetivo del sombrero era romper la línea de visibilidad de la cabeza del soldado, camuflándola. Se fabricaba de algodón en un tono verde oliva, el color del uniforme de combate estándar australiano por aquel entonces.

Soldado australiano con chambergo giggle (Afganistán, 2013).

Los chambergos giggle actualmente llevan el patrón MultiCam. Sigue siendo utilizado por la Fuerza de Defensa Australiana y se entregan a todos los miembros del Ejército Australiano y la Real Fuerza Aérea Australiana (RAAF).